# Бондаренко Михайло Захарович
Миха́йло Заха́рович Бондаре́нко  (нар. 7 (20) листопада 1913, Богданівка  Яготинського району Київської області— пом. 27 липня 1947) (похований у рідному селі) — двічі Герой Радянського Союзу (1942, 1943), учасник радянсько- фінської війни та німецько- радянської війни, радянський льотчик-штурмовик.

## Біографія
Народився в селі Богданівка Полтавської губернії (нині Яготинський район Київської області) у селянській родині. Українець.
Закінчив школу ФЗУ, працював на київському заводі «Арсенал».
У Червоній Армії з 1936. В 1939 році закінчив Качинську військову авіаційну школу.
Учасник радянсько-фінської війни у ході якої здійснив 17 бойових вильотів. Після війни продовжив службу в ВПС Прибалтійського округу.
Під час німецько-радянської війни з вересня 1941 року по грудень 1942 року був командиром ланки, ескадрильї, штурманом 198-го штурмового авіаційного полку, а з грудня 1942 року по листопад 1943 року інспектором з техніки пілотування 3-го штурмового авіаційного корпусу. Брав участь в боях з оборони Москви і в Курській битві.
За проявлену мужність і відвагу в боях Михайло Бондаренко був двічі (1942 і 1943) удостоєний звання Героя Радянського Союзу.
В 1945 закінчив Військово-повітряну академію, після чого продовжив службу командиром штурмового авіаполку в Польщі.
27 липня 1947 року втопився під час купання в річці Одра в районі міста Олава Нижньосілезького воєводства Польської Народної Республіки. Похований на батьківщині в селі Богданівка.

## Вшанування пам'яті

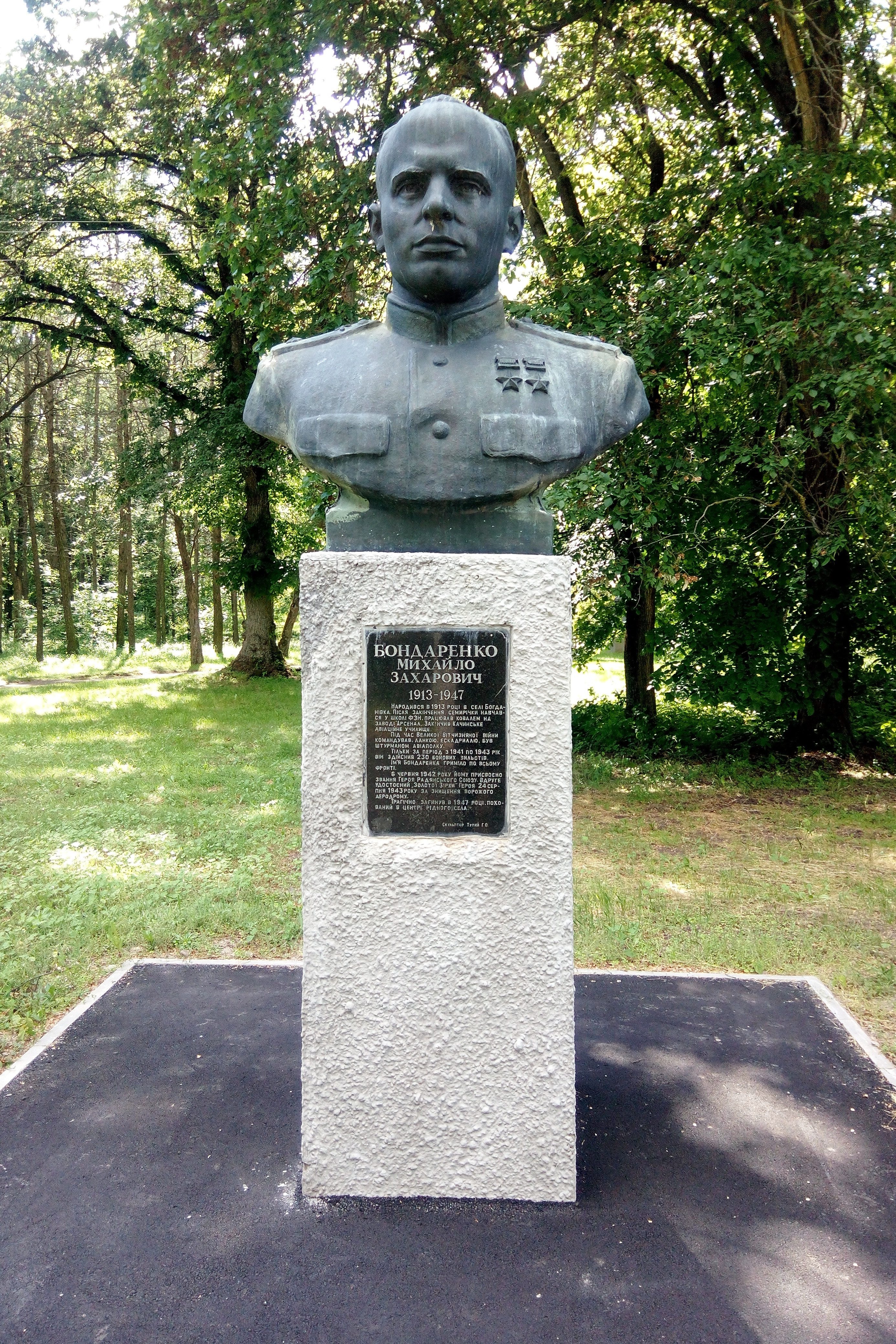
Погруддя Михайлу Бондаренку на Алеї Героїв-земляків у Яготині

У селі Богданівка, де народився М. З. Бондаренко, його ім'ям названа вулиця та встановлено бронзове погруддя. У місті Яготин на алеї слави також встановлено бюст героя.